# Xanthorhoe oxybiata
Xanthorhoe oxybiata är en fjärilsart som beskrevs av Pierre Millière 1871. Xanthorhoe oxybiata ingår i släktet Xanthorhoe och familjen mätare. Inga underarter finns listade i Catalogue of Life.